# Treibhausgas-Emissionshandelsgesetz
Das Treibhausgas-Emissionshandelsgesetz (Gesetz über den Handel mit Berechtigungen zur Emission von Treibhausgasen, TEHG) bildet in Deutschland die gesetzliche Grundlage für den nationalen Handel mit Berechtigungen zur Emission von Treibhausgasen in einem EU-weiten Emissionshandelssystem (EU EHS). Es dient der Umsetzung der EU-Emissionshandelsrichtlinie vom 13. Oktober 2003 (EHS-Richtlinie), die im Hinblick auf das Kyoto-Protokoll von 1997 die Mitgliedstaaten der Europäischen Union seit dem Jahr 2005 zu einem kosteneffizienten Beitrag zur Reduzierung von Treibhausgasen verpflichtet.

## Entstehungsgeschichte
Mit dem Treibhausgas-Emissionshandelsgesetz vom 8. Juli 2004 waren zunächst die Rechts- und Verwaltungsvorschriften in Kraft gesetzt worden, um der EHS-Richtlinie bis zum 31. Dezember 2003 nachzukommen. Es galt im Wesentlichen für ortsfeste Anlagen der Großindustrie, die in besonderem Maße Kohlenstoffdioxid (CO2) emittierten.
Durch Änderungen der EHS-Richtlinie wurde ab 2008 der Luftverkehr in das europäische Emissionshandelssystem einbezogen. Außerdem wurden eine stärkere Harmonisierung des Emissionshandelssystems, eine Absenkung der Gesamtmenge an Berechtigungen sowie die Einbeziehung weiterer Treibhausgase und zusätzlicher Industrietätigkeiten jeweils für die Zeit ab 2013 vorgesehen. Das betraf Perfluorcarbone (PFC) bei der Aluminiumproduktion sowie Distickstoffmonoxid (N2O) bei einzelnen Anlagen der chemischen Industrie, außerdem Methan (CH4), teilfluorierte Kohlenwasserstoffe (HFKW) und Schwefelhexafluorid (SF6).
Die Änderungen der EHS-Richtlinie machten auch Änderungen des nationalen Rechts erforderlich. Diese wurden im TEHG umgesetzt, das am 28. Juli 2011 in Kraft trat. Gleichzeitig trat das Gesetz vom 8. Juli 2004 außer Kraft, blieb aber nach Maßgabe der Übergangsregelungen für Emissionen aus der Handelsperiode 2008 bis 2012 noch anwendbar.

## Inhalt
- Abschnitt 1 Allgemeine Vorschriften
- Abschnitt 2 Genehmigung und Überwachung von Emissionen
- Abschnitt 3 Berechtigungen und Zuteilung
- Abschnitt 4 Globaler marktbasierter Mechanismus für den internationalen Luftverkehr
- Abschnitt 5 Gemeinsame Vorschriften
- Abschnitt 6 Sanktionen
- Abschnitt 7 Übergangsregelungen
- Anhang 1 Einbezogene Tätigkeiten und Treibhausgase
  - Teil 1 Grundsätze
  - Teil 2 Tätigkeiten
- Anhang 2 Anforderungen an die Vorlage und Genehmigung von Überwachungsplänen nach § 6 sowie an die Ermittlung von Emissionen und die Berichterstattung nach § 5
  - Teil 1 Fristen für die Vorlage eines Überwachungsplans
  - Teil 2 Anforderungen an die Ermittlung von Emissionen und an die Emissionsberichterstattung

## TEHG

### Überblick
In den Emissionsrechtehandel sind vor allem Unternehmen mit Feuerungsanlagen, die eine Wärmeleistung von über 20 Megawatt aufweisen, sowie andere größere Produktionsanlagen energieintensiver Wirtschaftszweige und die Emission von Kohlenstoffdioxid (CO2) und Distickstoffmonoxid (N2O) einbezogen. Für den  Luftverkehr gilt das TEHG seit dem 1. Januar 2012 für alle Emissionen eines Luftfahrzeugs, die durch den Verbrauch von Treibstoffen entstehen (§ 2 TEHG).
Anlagen- und Luftfahrzeugbetreiber bedürfen einer Emissionsgenehmigung (§ 4, § 34 TEHG), für deren Erteilung die Landesbehörden zuständig sind. Sie müssen die emittierte Menge an Treibhausgasen ermitteln (§ 5 TEHG) und dem Umweltbundesamt darüber berichten (§ 6, § 19 Abs. 1 TEHG). Der Bericht muss von einer durch die Deutsche Akkreditierungsstelle akkreditierten bzw. die Deutsche Akkreditierungs- und Zulassungsgesellschaft für Umweltgutachter zertifizierten Prüfstelle verifiziert worden sein (§ 5 Abs. 2, § 21 TEHG). Die Betreiber müssen zudem einen Überwachungsplan für die Emissionsermittlung und Berichterstattung einreichen, der der EU-Monitoring-Verordnung entspricht.
Die Betreiber müssen entsprechend dem Verursacherprinzip jährlich bis zum 30. April eine ihren Emissionen entsprechende Zahl an Emissionsberechtigungen abgeben (§ 7 TEHG). Diese werden nach der EU-Auktionsverordnung von der Deutschen Emissionshandelsstelle am Spot-Markt der Europäischen Energiebörse EEX (European Energy Exchange) in Leipzig versteigert (§ 8 Abs. 1, Abs. 2, § 28 Abs. 1 Nr. 2 TEHG, § 7 Abs. 1 EHV) oder nach der EU-Zuteilungsverordnung (EU-ZuVO) kostenlos zugeteilt (§ 9 TEHG). In gewissem Umfang sind auch Emissionsberechtigungen, die von Drittländern ausgegeben werden, beachtlich (§ 16 TEHG).
Bis einschließlich 2012 erfolgte die Zuteilung nach Maßgabe eines Zuteilungsgesetzes (ZuG) über Nationale Allokationspläne.
Die Berechtigungen werden im EU-Emissionshandelsregister erfasst (§ 17 TEHG). Die Erlöse aus der Versteigerung der Berechtigungen stehen dem Bund zu (§ 8 Abs. 3 TEHG).

### Emissionshandelspflichtige Tätigkeiten
Das Gesetz gilt gem. § 2 TEHG für die in Anlage 1 Teil 2 genannten Treibhausgase und Tätigkeiten, bei denen die jährliche Produktionsleistung als auch die Gesamtfeuerungswärmeleistung bestimmte Schwellenwerte überschreitet. Grundsätzlich benötigen alle Anlagen, die Treibhausgase freisetzen, eine Emissionsgenehmigung gem. § 4 Abs. 1 TEHG. Für Anlagen, die vor dem 1. Januar 2013 nach den Vorschriften des Bundes-Immissionsschutzgesetzes (BImschG) genehmigt wurden, gilt die immissionsschutzrechtliche Anlagengenehmigung jedoch als Emissionsgenehmigung (§ 4 Abs. 4 Satz 1 TEHG), sodass keine gesonderte Emissionsgenehmigung erforderlich ist. Bei später genehmigten Anlagen schließt die Genehmigung nach dem BImschG die Emissionsgenehmigung mit ein (Konzentrationswirkung, § 13 BImschG).
Für Kleinemittenten sieht § 27 TEHG eine Befreiung von der Pflicht zur Abgabe von Emissionsberechtigungen vor und ermächtigt die Bundesregierung zum Erlass einer entsprechenden Rechtsverordnung. Von dieser Ermächtigung hat die Bundesregierung im 9. Abschnitt der Emissionshandelsverordnung 2030 (EHV 2030) (§§ 16 ff. EHV 2030) Gebrauch gemacht für Anlagen, die weniger als 15.000 Tonnen Kohlendioxidäquivalent emittieren, einen Ausgleichsbetrag für ersparte Kosten des Erwerbs von Emissionsberechtigungen bezahlen und sich freiwillig zur Emissionsminderungen verpflichten, sofern die Europäische Kommission keine Einwände erhebt (§ 16 EHV 2030). Gegenstand der Selbstverpflichtung des Betreibers ist gem. § 20 EHV 2030 die Reduzierung der Gesamtemissionen der Anlage gegenüber dem Basiswert beginnend ab dem Jahr 2021 um jährlich 2,2 % entsprechend dem Reduktionsziel des EU ETS. Gem. § 23 EHV 2030 gelten für die Dauer der Befreiung die Berichtspflichten nur eingeschränkt.

### Sanktionen
Kommt ein Betreiber seiner Abgabepflicht nicht nach, so setzt die zuständige Behörde für jede emittierte Tonne Kohlendioxidäquivalent, für die der Betreiber keine Berechtigungen abgegeben hat, eine Zahlungspflicht von 100 Euro fest (§ 30 Abs. 1 TEHG). Verstöße gegen die Genehmigungs- oder die Berichtspflicht gehören zu den in § 32 TEHG aufgezählten Ordnungswidrigkeiten, die mit einer Geldbuße bis zu fünfzig- bzw. fünfhunderttausend Euro geahndet werden können.

### Kritik
Wolfgang Gründinger urteilte 2012, Deutschland („die größte Verschmutzernation“) habe den Markt mit Lizenzen überschwemmt und einflussreichen Kohleunternehmen großzügige Privilegien eingeräumt.

„Der Emissionshandel ist ein Paradebeispiel für ein umweltökonomisches Klimaschutzinstrument, das zum Flaggschiff europäischer Klimapolitik avancieren sollte, aber zum Zankapfel harter Verteilungskämpfe wurde. […] In der ersten Einführungsphase des Emissionshandels (2005–2007) verteilten drei der sechs größten Verschmutzernationen mehr Emissionsberechtigungen an ihre Industrie, als diese eigentlich benötigte – was dem Sinn und Zweck des Emissionshandels, nämlich der Verknappung der Emissionsrechte, zuwiderläuft. Auch in Deutschland […] kam es zu einer Überausstattung um 4,3 %. Großbritannien, der europaweit zweitgrößte Verschmutzer, gab hingegen 17,7 % weniger Zertifikate aus als benötigt.“